# Кастровилари
Кастровѝлари (на италиански: Castrovillari, на местен диалект Castruvìddari, Каструвидари) е град и община в Южна Италия, провинция Козенца, регион Калабрия. Разположен е на 362 m надморска височина. Населението на общината е 22 383 души (към 2013 г.).